# Wandelroute GR20

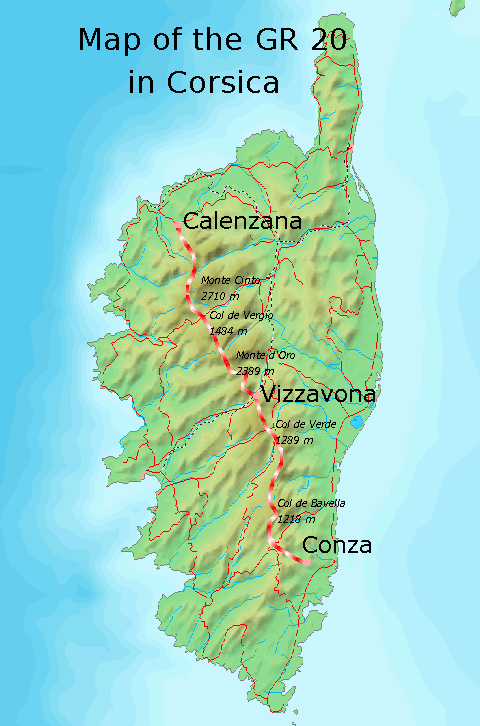
Kaart van de route

De GR20 is een zwaar wandelpad (GR-pad) van 200 km op Corsica in Frankrijk.

## Route
De wandeling bestaat uit twee delen, noord en zuid. Het noordelijk deel is het moeilijkste deel, met steile en rotsachtige paden, het zuidelijke deel iets makkelijker maar minder spectaculair. Veel wandelaars lopen van noord naar zuid (de "traditionele" weg), maar het is ook erg populair om de route van zuid naar noord te lopen (de "gemakkelijkere" weg, hoewel de markeringen moeilijker te vinden zijn). De overgang tussen deze twee delen is het plaatsje Vizzavona, dat een treinstation heeft.
- Noordelijk deel: Calenzana - Ortu di Piobbu of Bonifatu (alternatieve route) - Carozzu - Asco Stagnu - Tighjettu - Ciottulu di I Mori (of Castel de Vergio) - Manganu - Petra Piana - L'Onda - (variant mogelijk over de Monte d'Oro) - Vizzavona
- Zuidelijk deel: Vizzavona - E Capannelle - I Prati - Usciulu - Matalza - Asinao - I Paliri - Conca

Het is mogelijk de GR20 te lopen waarbij de wandelaar al het materiaal (voedsel, tent, kookgerei...) zelf meeneemt. Er zijn ook mogelijkheden om te slapen en eten in schuilhutten of schaapskooien die nog bewoond worden door herders. De GR 20 loopt door een regionaal park, en overnachten is enkel op specifieke plaatsen toegestaan, in de buurt van de refuges en aan de voet van de Monte Incudine op de hoogvlakte van Prati. Vandaar wordt de GR20 opgedeeld in afgebakende etappes: je kampeert niet zomaar ergens op de GR 20. Sinds 2010 moet er gereserveerd worden voor de berghutten.
Het is mogelijk de wandeltocht in te korten.